# Camponotus holosericeus
Camponotus holosericeus é uma espécie de inseto do gênero Camponotus, pertencente à família Formicidae.